# Lac Vimont
Lac Vimont är en sjö i Kanada.   Den ligger i regionen Saguenay–Lac-Saint-Jean och provinsen Québec, i den östra delen av landet, 500 km norr om huvudstaden Ottawa. Lac Vimont ligger 417 meter över havet. Arean är 12,1 kvadratkilometer. Den sträcker sig 8,2 kilometer i nord-sydlig riktning, och 3,7 kilometer i öst-västlig riktning.
Trakten runt Lac Vimont är nära nog obefolkad, med mindre än två invånare per kvadratkilometer.